# Yosimar Arias
Yosimar Arias (San José, 24 settembre 1986) è un ex calciatore costaricano, di ruolo centrocampista.